# تأمين على الأسنان
التأمين على الأسنان (بالإنجليزية: Dental insurance)‏، هو أحد أشكال التأمين الصحي المصمم لدفع جزء من التكاليف المرتبطة بالعناية بالأسنان.

## تأمين الأسنان الأمريكي
مارست جمعية طب الأسنان الأمريكية ضغوطًا ضد حكومة الولايات المتحدة لتوفير تغطية تأمينية للأسنان لجميع متلقي الرعاية الطبية.
في الولايات المتحدة، ثلثي أطباء الأسنان لا يقبلون تأمين الأسنان من خلال برنامج الرعاية الصحية للفقراء (ميديكايد). يغطي برنامج ميديكايد الرعاية الصحية الأساسية والطارئة للأطفال، بينما يغطي الرعاية الطارئة فقط للبالغين المستفيدين من برنامج ميديكايد.

### تعويض خطة التأمين على الأسنان
في حالة خطط التعويض للرعاية الصحية السنية، يقوم عادة فريق التأمين بدفع نسبة مئوية من تكلفة الخدمات إلى طبيب الأسنان. قد تتضمن القيود متطلبات الدفع المشترك، وفترة الانتظار، والحد المحدد للانخراط، والقيود السنوية، ونسب الدفع التدريجية بناءً على نوع الإجراء، ومدى الوقت الذي تمتلك فيه الوثيقة.

### منظمة صيانة صحة الأسنان (DHMO)
خطط تنظيم الصحة السنية (DHMO) تنطوي على توقيع عقود بين أطباء الأسنان وشركات التأمين السني حيث يتفق أطباء الأسنان على قبول جدول أسعار تأمين وتقديم خدمات بتكلفة منخفضة لعملائهم كمقدمين في الشبكة. تحتوي العديد من خطط التأمين DHMO على فترات انتظار قليلة أو لا توجد وليس هناك قيود سنوية على الفوائد القصوى، بينما تغطي العديد منها الأعمال السنية الرئيسية في بداية فترة الوثيقة. قد تشترى هذه الخطط أحيانًا للمساعدة في تخفيف التكلفة العالية لإجراءات الأسنان. بعض خطط التأمين السني تقدم علاجًا وقائيًا نصف سنويًا مجانيًا. قد تكون هناك قيود مختلفة على حشوات الأسنان والتيجان والزراعات والأسنان الاصطناعية.

### شبكة مقدمي الخدمة المشاركين (PPO)
في الولايات المتحدة، شبكة مقدمي الخدمات المشاركين أو PPO، المعروفة أيضًا بالتنظيم المفضل لمقدمي الخدمات، هي منظمة تديرها أطباء أخصائيين، ومستشفيات، ومراكز صحية أخرى، ومقدمي رعاية صحية آخرين. تتفق هذه المنظمة مع شركة تأمين أو مسؤول تحكيم ثالث لتقديم تأمين صحي للأشخاص المرتبطين بعميلها بأسعار مخفضة أو منخفضة. يمكن أن تعمل خطة شبكة مقدمي الخدمات المشاركين بشكل مشابه لـ DHMO باستخدام مرفق داخل الشبكة. ومع ذلك، يتيح PPO استخدام مقدمي خدمات خارج الشبكة. أي اختلاف في الرسوم سيصبح مسؤولية مالية للمريض، ما لم يُحدد خلاف ذلك.

### الدفعات
تقوم شركات التأمين السني بتقسيم الفوائد أو الخدمات أو الإجراءات إلى فئات وتشير إليها برموز تتألف من 3-4 أرقام وفقًا لرابطة أطباء الأسنان الأمريكية (ADA). على سبيل المثال، تشمل الإجراءات التشخيصية والوقائية غالبًا الفحوصات (رمز ADA 0120) والأشعة السينية (رمز ADA 0210) والتنظيفات الأساسية أو التوقير (رمز ADA 1110). تشمل الإجراءات الأساسية غالبًا حشواتالأسنان، وعلم الأمراض اللثوي، وطب الجذور ، وجراحة الفم. تشمل الإجراءات الرئيسية غالبًا التيجان، وأطقم الأسنان، والزراعات. قد تعتبر إجراءات مثل علم الأمراض اللثوي، وعلاج الجذور، وجراحة الفم كإجراءات رئيسية، وذلك حسب السياسة.
قد تحتوي بعض خطط التأمين السني على حد أقصى سنوي للفائدة. بمجرد استنفاذ الحد الأقصى للفائدة السنوية، قد تصبح أي علاجات إضافية مسؤولية المريض. يُعاد الحد الأقصى السنوي كل عام، وقد تختلف تاريخ إعادة الإصدار باعتباره سنة تقويمية، أو سنة مالية للشركة، أو تاريخ التسجيل بناءً على الخطة الخاصة.

## أنظر أيضاً
- طب الأسنان التابع لهيئة الخدمات الصحية الوطنية

## روابط خارجية
- تستفيد خطة طب الأسنان من نماذج جمعية طب الأسنان الأمريكية